# Andrés de Blas Guerrero
Andrés de Blas Guerrero (San Sebastián, 1947) es un politólogo y catedrático español.

## Biografía
Nació en la ciudad guipuzcoana de San Sebastián en 1947. Catedrático en la Universidad Nacional de Educación a Distancia, se ha especializado en el estudio del nacionalismo. Ha escrito estudios sobre el Partido Socialista Obrero Español durante la Segunda República, el republicanismo y su relación con el nacionalismo español y sobre la cuestión nacional en el continente europeo.

## Obra
Entre su obra se encuentran trabajos como:
Autor
- El socialismo radical en la II República (Tucar, 1978).[4]
- Nacionalismos y naciones en Europa (Alianza Editorial, 1994).[6]
- Tradición republicana y nacionalismo español (1876-1930) (Tecnos, 1991).[5]

Director
- Enciclopedia del nacionalismo (Tecnos, 1997).[1]
- Historia de la nación y del nacionalismo español (Galaxia Gutenberg, 2013), junto a Antonio Morales Moya y Juan Pablo Fusi.[7][2]